# Fukuro sinai (kard)
A Fukuro sinai katát lásd: Fukuro sinai.

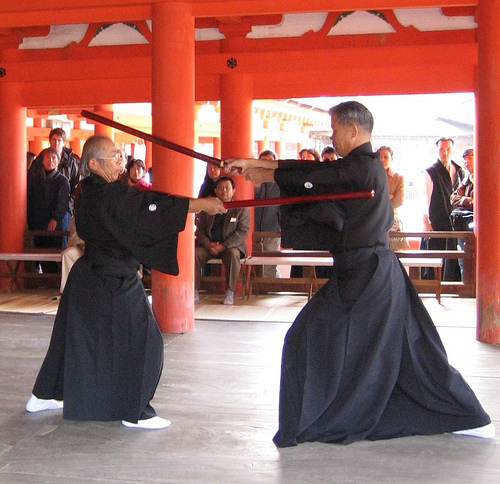
Kendzsucu mesterek bemutatója fukuro sinaial az Icukusimai szentélyben (2005)

A fukuro sinai (袋竹刀) a japán kendzsucu-stílusok egy gyakorlóeszköze. A név jelentése: zsákos bambuszkard.

## Felépítése
Nagyon hasonló felépítésű, mint a kendóból ismert sinai, de itt a pengét is bőr borítja, csaknem teljes hosszában. Több iskola is használja, ezért a fukuro sinaiok között lényeges eltérések is lehetnek. Kodacsi változatban is készül.
A dzsikisinkage-rjú kendzsucu-stílus egyik formagyakorlatát ezzel hajtják végre, így erről kapta a nevét (Fukuro sinai).